# Autriche aux Jeux olympiques de 1904
L'Autriche participe aux Jeux olympiques de 1904 à Saint-Louis, au Missouri. Il s'agit de la troisième participation du pays, présent depuis la première édition à Athènes en 1896. La délégation est composée de deux athlètes qui participent aux compétitions dans deux sports.
Il est d'usage de différencier les résultats de l'Autriche et de la Hongrie lors des premiers Jeux olympiques, bien que les deux nations fussent réunies en un même pays, l'Autriche-Hongrie.

## Médailles
L'Autrichien Julius Lenhart participe aux Jeux de 1904 et y remporte trois médailles qui sont comptabilisées dans un premier temps au bénéfice des États-Unis, Lenhart ayant participé aux épreuves de gymnastique en représentant son club, basé à Philadelphie. Cependant, en 2021, le CIO prend la décision d’attribuer à l’Autriche les médailles de Julius Lenhart conquises dans les épreuves individuelles,.
Par ailleurs et par voie de conséquence, la médaille d’or obtenue par l’équipe des États-Unis dans l’épreuve par équipe (dont Lenhart faisait partie) revient finalement à l’Équipe mixte.

Otto Wahle, après avoir remporté deux médailles d'argent aux Jeux olympiques de 1900, participe à trois épreuves de natation durant les Jeux de 1904 et remporte une médaille de bronze.

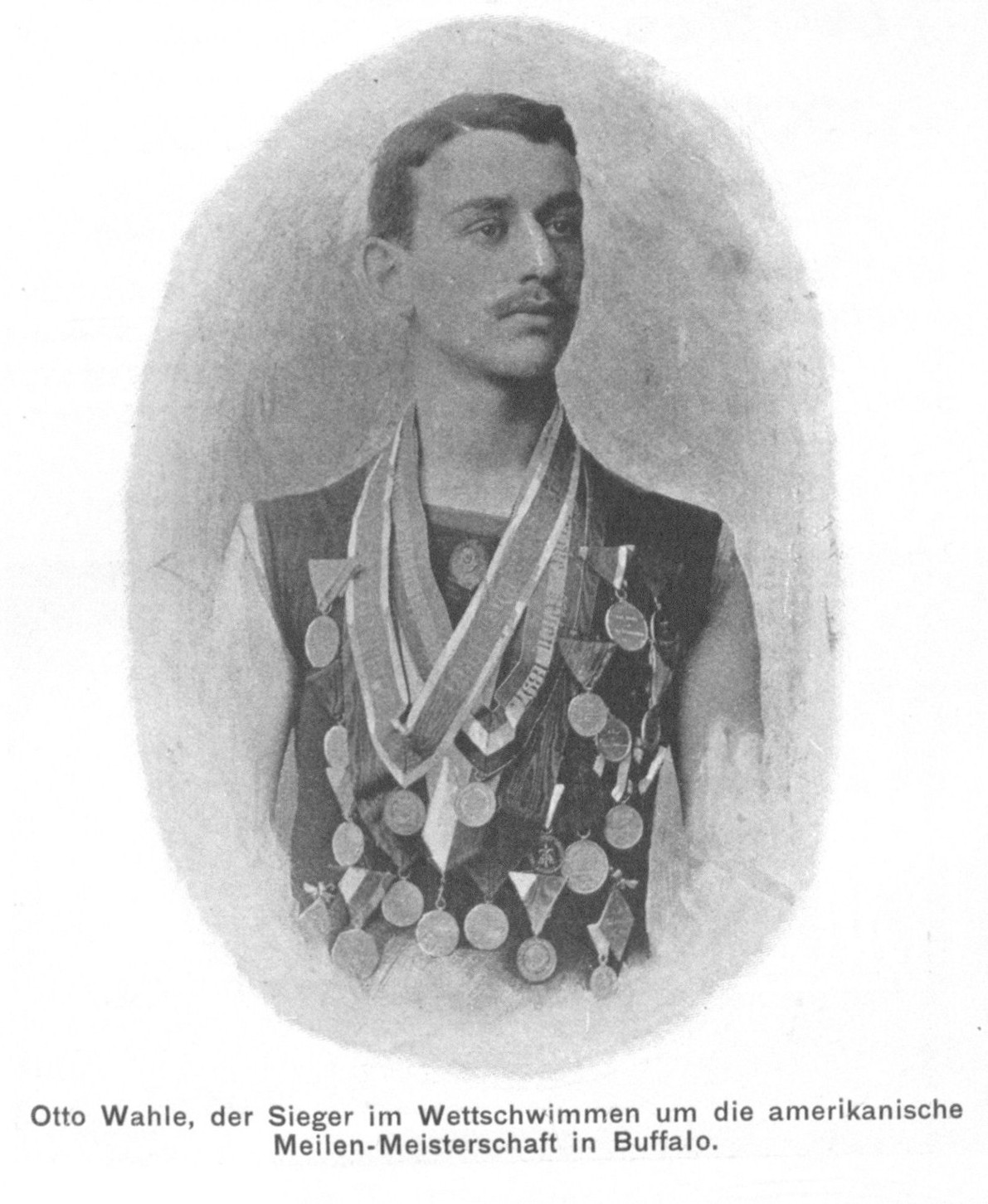
Otto Whale en 1901.

| Médaille | Nom            | Sport                  | Épreuve                      |
| -------- | -------------- | ---------------------- | ---------------------------- |
| Or       | Julius Lenhart | Gymnastique artistique | Concours multiple individuel |
| Argent   | Julius Lenhart | Gymnastique artistique | Combiné trois épreuves       |
| Bronze   | Otto Wahle     | Natation               | 440 yards                    |

## Résultats

### Natation
| Athlète    | Épreuve                    | Finale       | Finale |
| Athlète    | Épreuve                    | Résultat     | Rang   |
| ---------- | -------------------------- | ------------ | ------ |
| Otto Wahle | 440 yards nage libre homme | 6 min 39 s 0 | 3e     |
| Otto Wahle | 880 yards nage libre homme | DNF          | DNF    |
| Otto Wahle | 1 mile nage libre homme    | Inconnu      | 4e     |